# 福特本德獨立學區

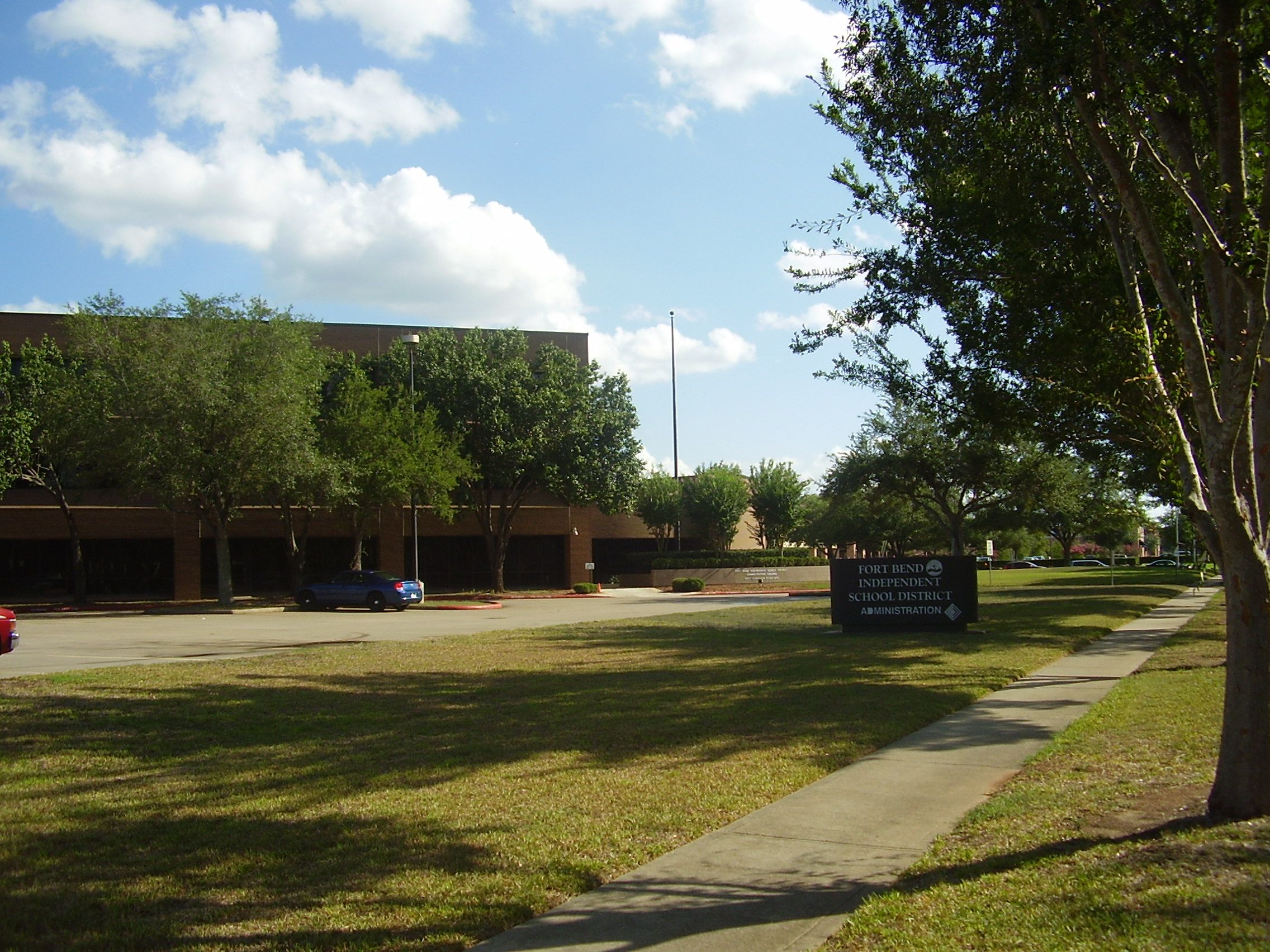
福特本德獨立學區的总部

福特本德獨立學區(FBISD)是本德堡縣的学区, 总部在舒格蘭。FBISD有73个学校。FBISD也最大本德堡縣的雇主。FBISD约有8500名员工。FBISD的地方有舒格蘭的部分，休斯顿的部分，密蘇里城的部分，阿科拉(Arcola)，Mission Bend的部分，弗雷斯诺和Meadows Place。

## 高中

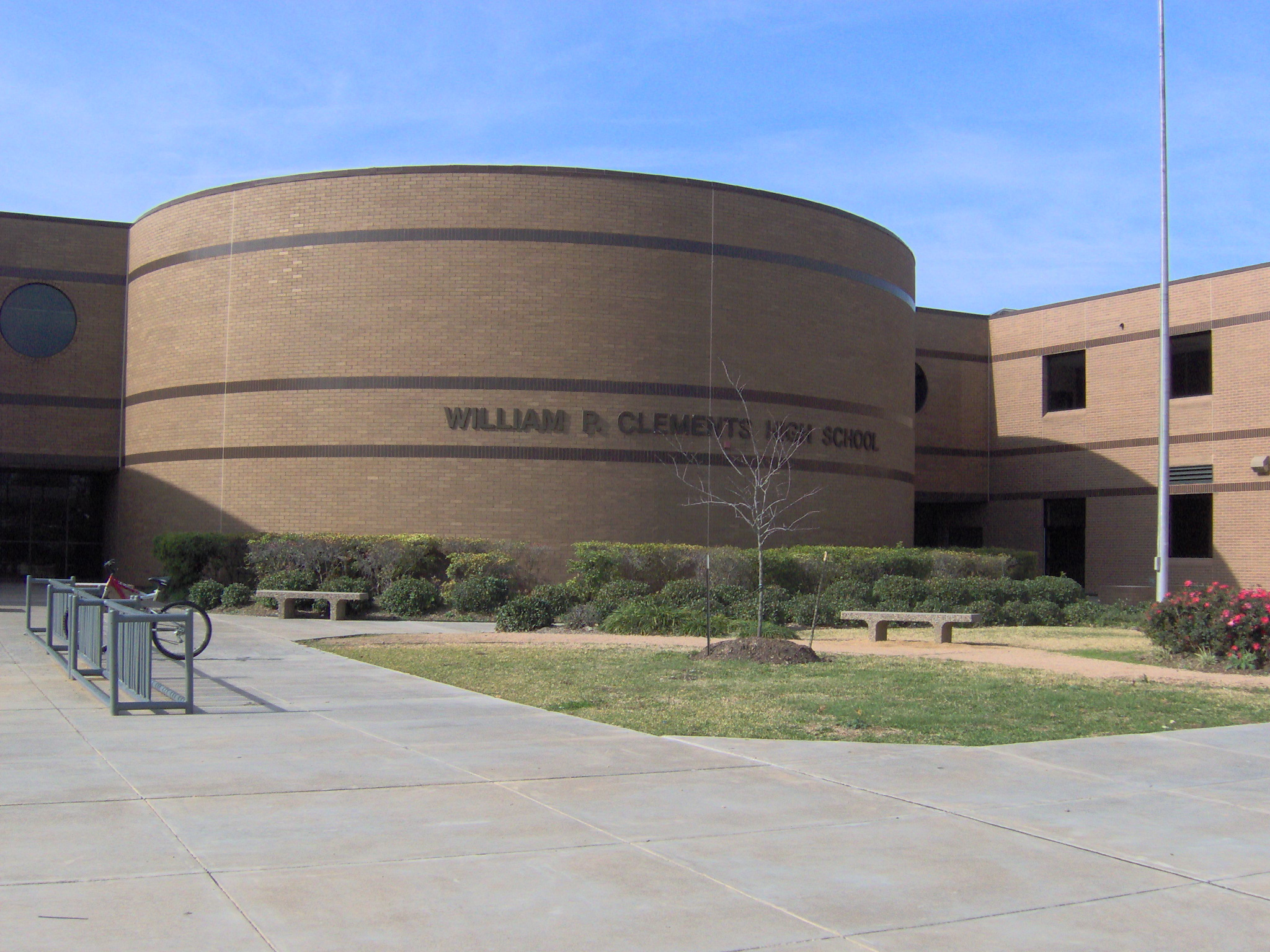
克雷门高中 (Clements High School)

- Stephen F. Austin High School
- George Bush High School
- 克雷门高中 (William P. Clements High School)[4]
- John Foster Dulles High School
- Lawrence E. Elkins High School
- L. V. Hightower High School
- Isaac H. Kempner High School
- Ridge Point High School
- Thurgood Marshall High School
- William B. Travis High School
- Willowridge High School